# يوري غونزاليس فيدال
يوري غونزاليس فيدال هو لاعب شطرنج كوبي، ولد في 12 يناير 1981 في Marianao ‏ في كوبا.

## وصلات خارجية
- يوري غونزاليس فيدال على موقع الاتحاد الدولي للشطرنج (الإنجليزية)
- يوري غونزاليس فيدال على موقع مباريات الشطرنج (الإنجليزية)
- يوري غونزاليس فيدال على موقع 365Chess.com (الإنجليزية)
- يوري غونزاليس فيدال على موقع Chesstempo.com (الإنجليزية)
- يوري غونزاليس فيدال على موقع الاتحاد الأمريكي للشطرنج (الإنجليزية)
- يوري غونزاليس فيدال سجل أولمبياد الشطرنج على موقع OlimpBase.org (الإنجليزية)